# Falkenau (Flöha)
Falkenau ist seit dem 1. Oktober 2011 ein Stadtteil der Großen Kreisstadt Flöha im Landkreis Mittelsachsen in Sachsen (Deutschland).

## Geographie

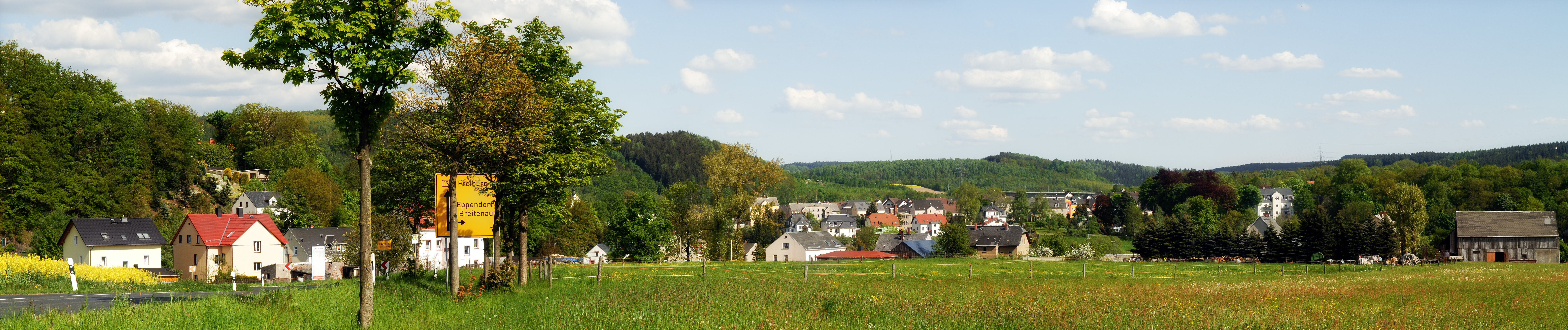
Falkenau aus nordwestlicher Richtung gesehen

Falkenau liegt im Tal der Flöha. Höchster Punkt der Gemeinde liegt bei 432 m, der niedrigste Punkt ist die Flöha mit 280 m.

### Nachbargemeinden
Südlich von Falkenau liegt Augustusburg, westlich Flöha, nördlich Frankenberg und im Osten Oederan.

### Ortsgliederung
Zu Falkenau gehört der Ortsteil Hetzdorf.

## Geschichte

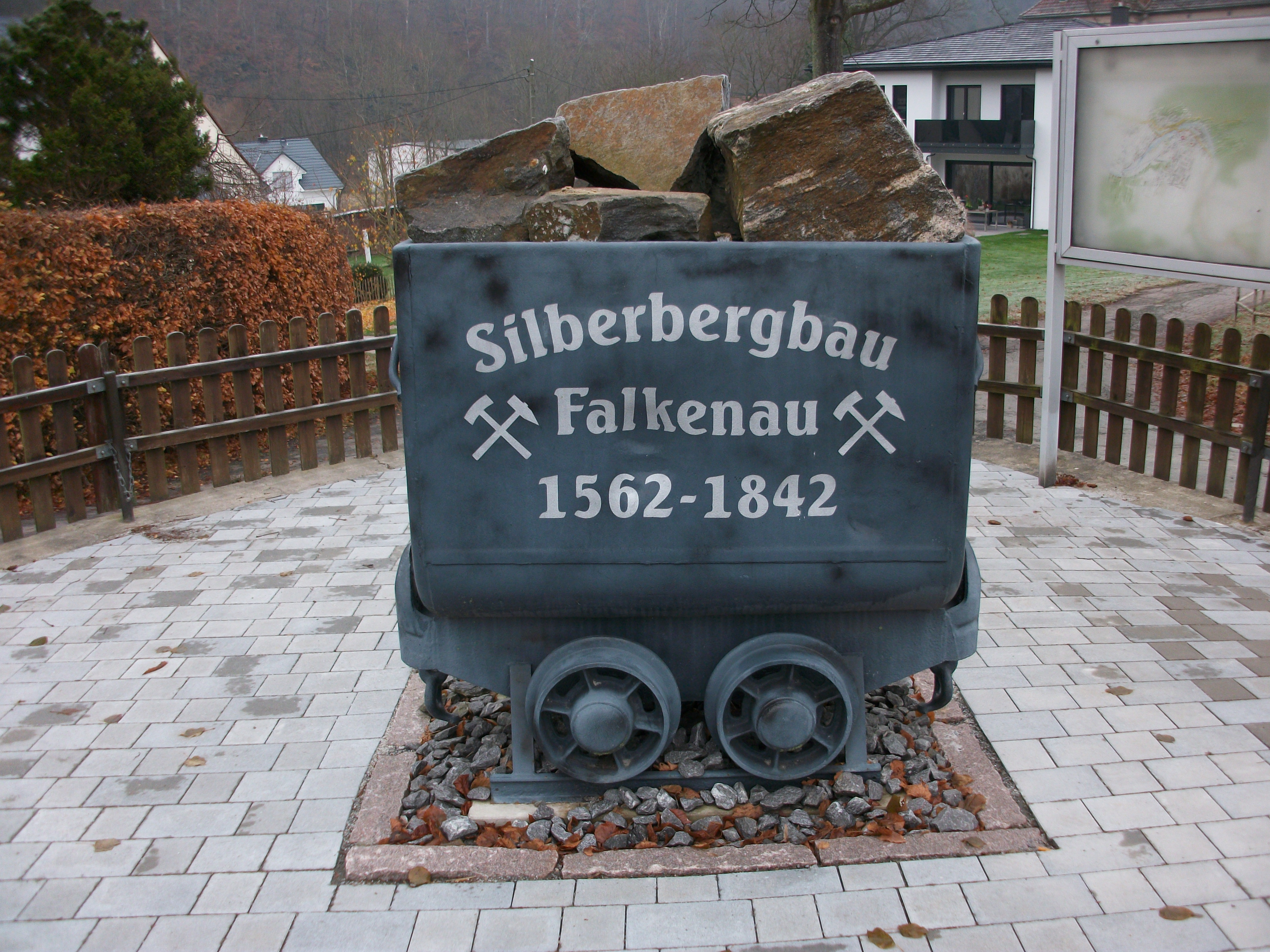
Hunt in Falkenau

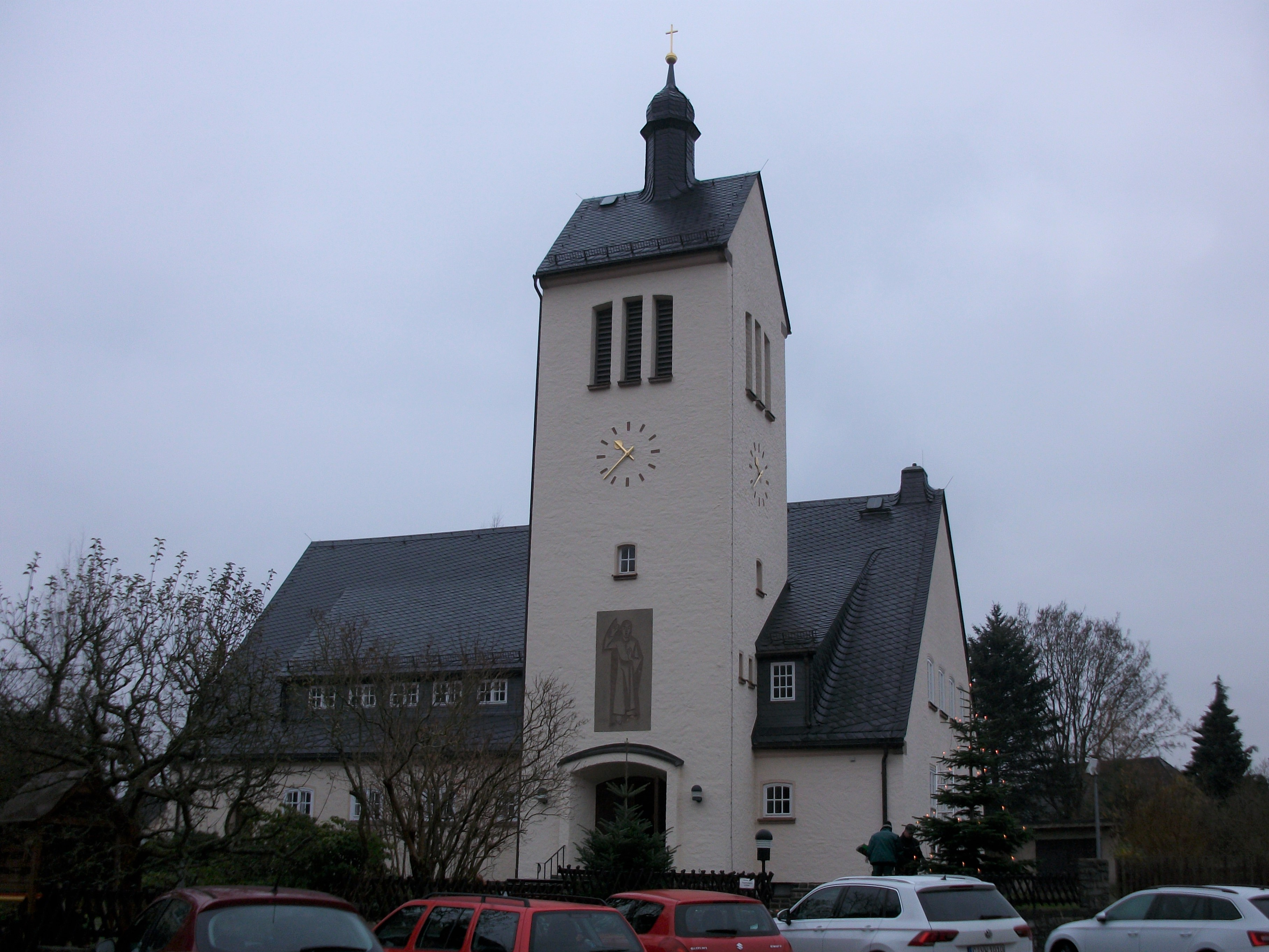
Kirche Falkenau (Flöha)

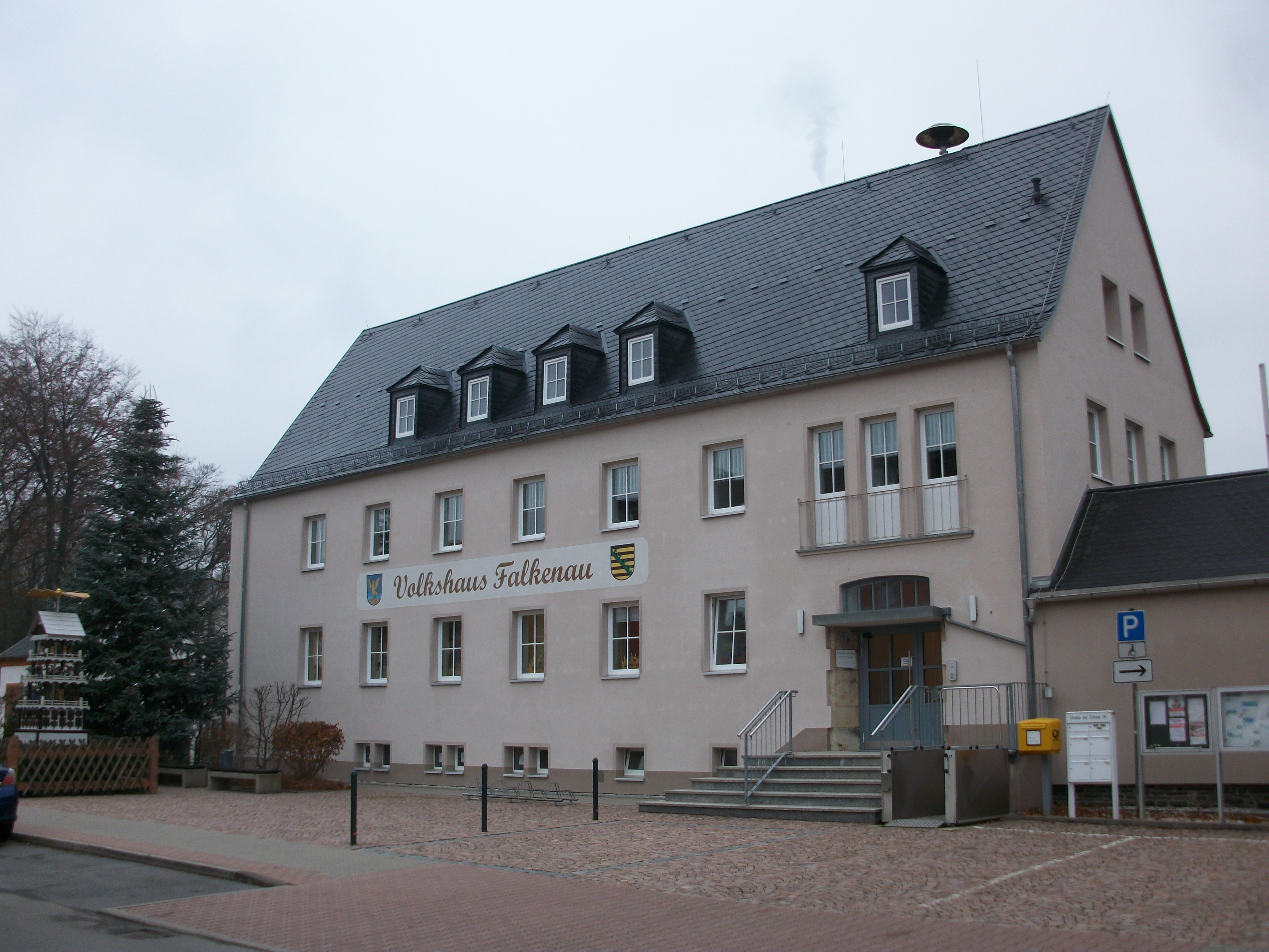
Volkshaus Falkenau (Flöha), Sitz der Ortschaftsverwaltung

Die erste urkundliche Erwähnung Falkenaus als Falkenawe ist auf das Jahr 1378 zu datieren. Der Ort wurde vermutlich jedoch schon um 1157 gegründet. Ab 1453 wird in Falkenau vor allem Kalkstein gebrochen. Zuerst für die Chemnitzer Stadtmauer und später auch für das Jagdschloss Augustusburg. Der Kalkbergbau am Plauberg und die Holzflößerei am Fluss Flöha bestanden über 300 Jahre. Im 16. und 17. Jahrhundert wurde in Falkenau in bis zu 29 Stollen Silberbergbau betrieben.
Der ursprünglich als Waldhufendorf angelegte Ort im Amt Augustusburg wurde durch die Industrialisierung in der zweiten Hälfte des 19. Jahrhunderts unter anderem durch die Errichtung einer Baumwollspinnerei weitgehend neu geprägt. Die erste Baumwollspinnerei wurde bereits 1821 errichtet. Ein weiterer Aufschwung erfolgte mit der Eröffnung der Bahnstrecke Annaberg-Buchholz unt Bf–Flöha (1866), der Bahnstrecke Dresden–Werdau (Abschnitt Chemnitz–Freiberg, 1869 eröffnet) und der Bahnstrecke Reitzenhain–Flöha (1875). Im Ortsteil Hetzdorf wurde im Jahr 1869 der bis 1992 als Eisenbahnbrücke genutzte Hetzdorfer Viadukt errichtet.
Falkenau gehörte bis 1856 als Amtsdorf zum kursächsischen bzw. königlich-sächsischen Amt Augustusburg, vormals „Amt Schellenberg“. Nach dem Ende der sächsischen Ämterverfassung 1856 lag Falkenau im Zuständigkeitsbereich des Gerichtsamts Augustusburg und ab 1875 der Amtshauptmannschaft Flöha.
Durch die zweite Kreisreform in der DDR kam die Gemeinde Falkenau mit ihrem Ortsteil Hetzdorf im Jahr 1952 zum Kreis Flöha im Bezirk Chemnitz (1953 in Bezirk Karl-Marx-Stadt umbenannt), der ab 1990 als sächsischer Landkreis Flöha fortgeführt wurde und 1994 im Landkreis Freiberg bzw. 2008 im Landkreis Mittelsachsen aufging. Die Eingemeindung von Falkenau mit Hetzdorf nach Flöha erfolgte am 1. Oktober 2011.

### Einwohnerentwicklung
Die Einwohnerzahlen Falkenaus zeigen seit der Wende einen Negativtrend. Auszuschließen sind dabei die Jahre 1995–1997, welche durch den Bau des Einfamilienwohngebiets geprägt waren.
Folgende Einwohnerzahlen beziehen sich auf den 31. Dezember des voranstehenden Jahres mit Gebietsstand Januar 2011:
| 1980 bis 1989 - 1980 - 1981 - 1982: 2153 - 1983: 2154 - 1984: 2160 - 1985: 2135 - 1986: 2171 - 1987: 2154 - 1988: 2139 - 1989: 2078 | 1990 bis 1999 - 1990: 2060 - 1991: 2025 - 1992: 2024 - 1993: 2068 - 1994: 2062 - 1995: 2133 - 1996: 2238 - 1997: 2272 - 1998: 2233 - 1999: 2228 | 2000 bis 2009 - 2000: 2218 - 2001: 2204 - 2002: 2134 - 2003: 2127 - 2004: 2100 - 2005: 2046 - 2006: 2040 - 2007: 2008 - 2008: 1966 - 2009: 1957 | 2010 bis 2019 - 2010: 1951 - 6/2011: 1902 |

Quelle: Statistisches Landesamt des Freistaates Sachsen, Stand: 30. Juni 2011

## Trivia Geschichte

Dienstsiegel (gespiegelt) des Vollstreckungsbeamten der Gemeinde Falkenau um 1910

Um 1910 war für die Gemeinde Falkenau ein eigener Vollstreckungsbeamter in der Gemeinde tätig.

## Politik
Die Gemeinde Falkenau bildete seit 1995 zusammen mit Flöha die Verwaltungsgemeinschaft Flöha. Die meisten Verwaltungsaufgaben wurden deshalb bereits durch die Stadtverwaltung Flöha wahrgenommen. Am 29. (Falkenau) und 30. Juni (Flöha) beschlossen die Gemeinde- und Stadträte Falkenau und Flöha eine freiwillige Fusion zum 1. Oktober 2011. Sechs Gemeinderatsmitglieder gingen danach in den Stadtrat nach Flöha, fünf Mitglieder bildeten den Ortschaftsrat Falkenau.

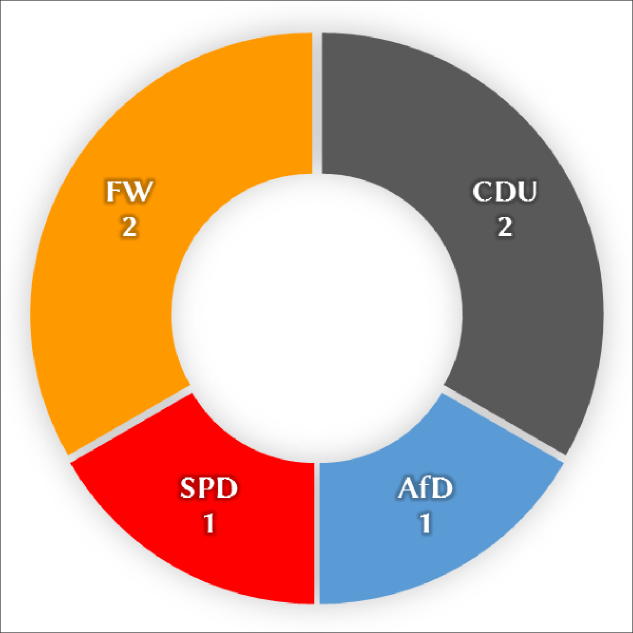
Sitzverteilung

Gleichzeitig zur Kommunalwahl 2014 wurde der Ortschaftsrat Falkenau gewählt. Er setzt sich aus sechs Mitgliedern und dem stimmberechtigten Ortsvorsteher als dessen Vorsitzenden zusammen:
- Freie Wähler: 2 Mitglieder
- CDU: 2 Mitglieder
- AfD: 1 Mitglied
- SPD: 1 Mitglied

## Kultur und Sehenswürdigkeiten

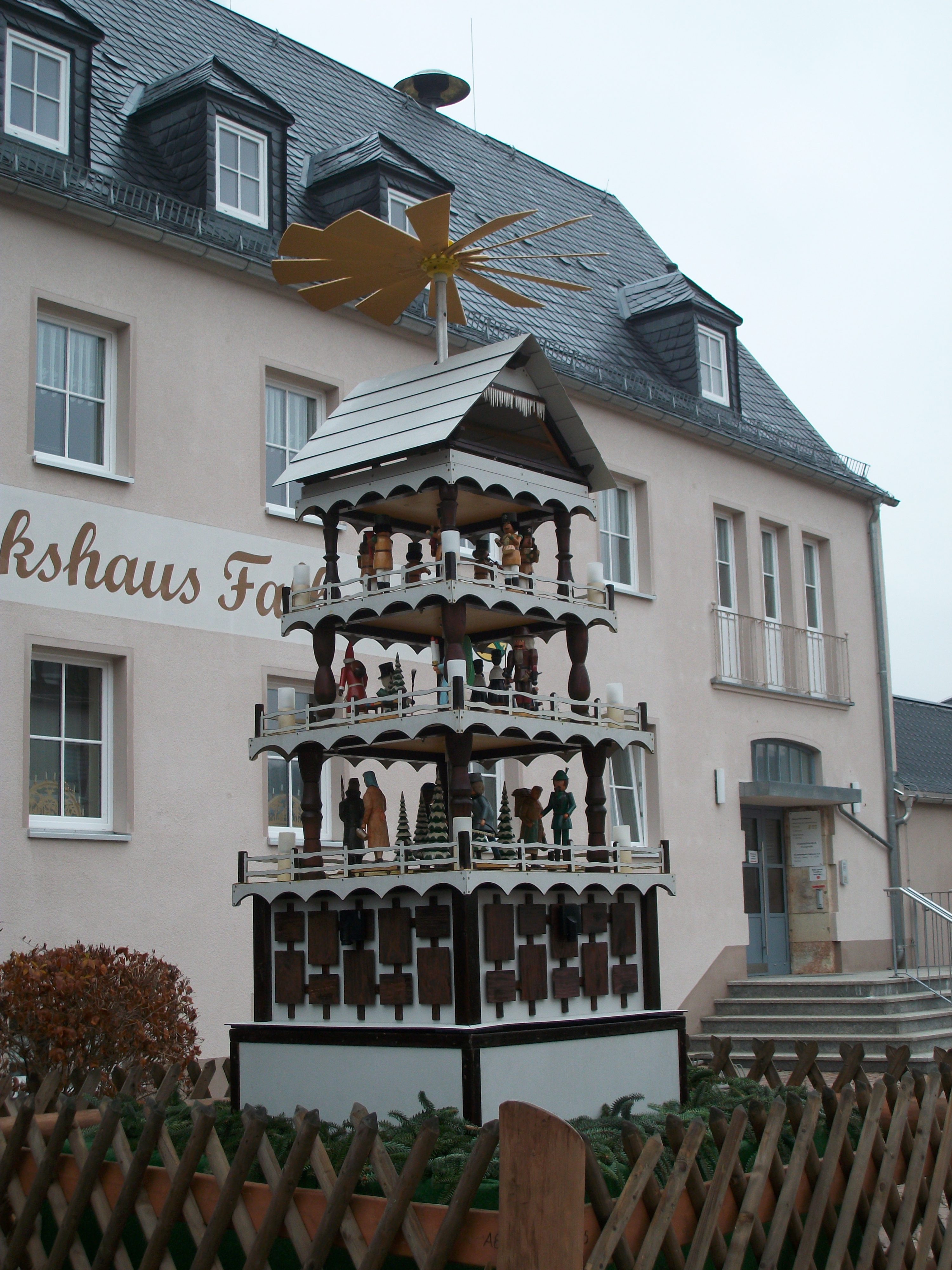
Ortspyramide Falkenau (Flöha)

### Sport
Der Skiclub Falkenau e. V. ist am Plauer Berg mit 350 m langem Lift vertreten.
Der Turn- und Sportverein Falkenau beinhaltet Fußball, Leichtathletik, Tischtennis und Volleyball.

### Freizeit
Das Falkenauer Freibad liegt an einem ruhigen Ort am Wald, nur ca. 300 m von der B 173 entfernt (zwischen Flöha und Oederan aus Richtung Chemnitz kommend links).

### Sehenswürdigkeiten
An der Einmündung der Ernst-Thälmann-Straße in die Dresdner Straße befindet sich die denkmalgeschützte Kursächsische Postmeilensäule Falkenau, welche in Falkenau im Jahre 1722 errichtet wurde.

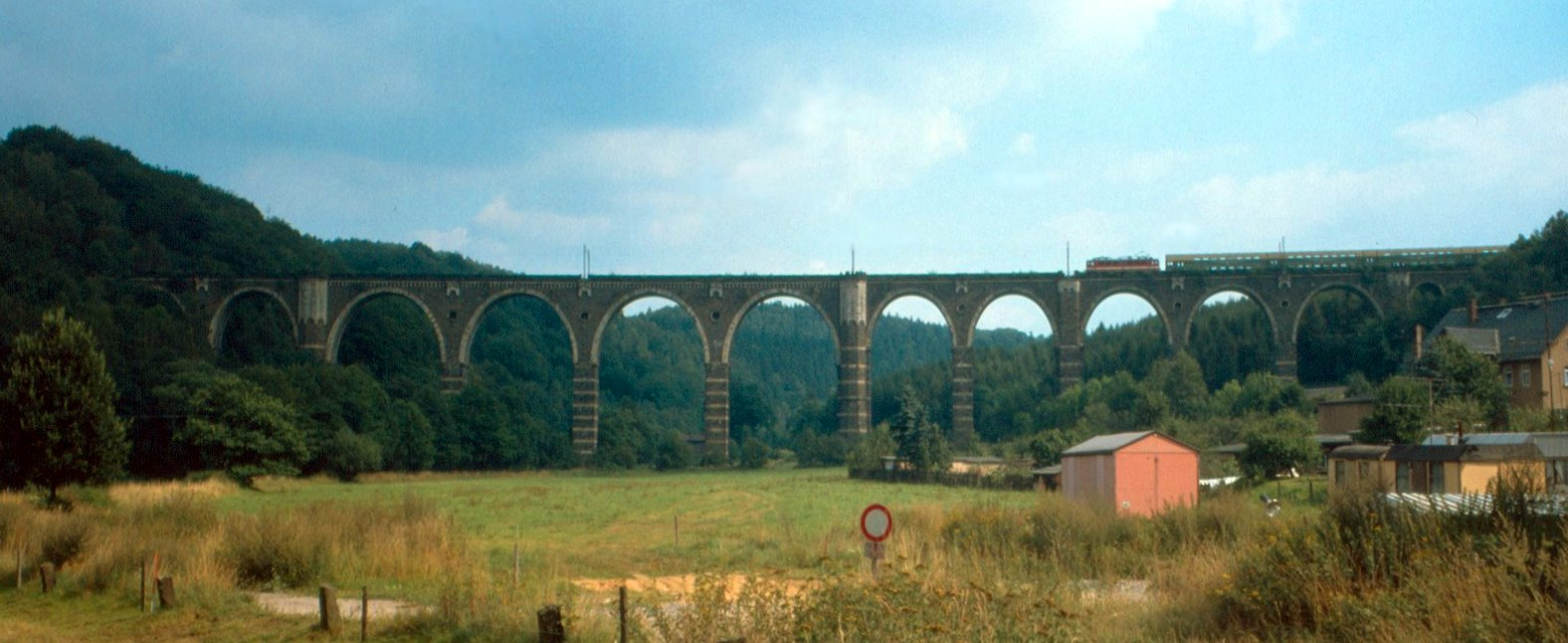
Hetzdorfer Viadukt

Flussaufwärts gelegen und sehr gut über den Rad- und Wanderweg auf dem alten Gleisbett zu erreichen, liegt das Hetzdorfer Viadukt. Die Eisenbahnüberquerung über die Flöha wurde in den Jahren 1866 bis 1868 als Teil der Bahnstrecke Dresden–Werdau gebaut und ist mit seinen insgesamt 17 Bögen 43 m hoch und 328 m lang.
Ein weiteres Ziel sind die mittlerweile stark verwitterten Kalkbrüche oder Schwedenlöcher im Schweddey-Tal zwischen Falkenau und Grünberg.

## Wirtschaft und Infrastruktur

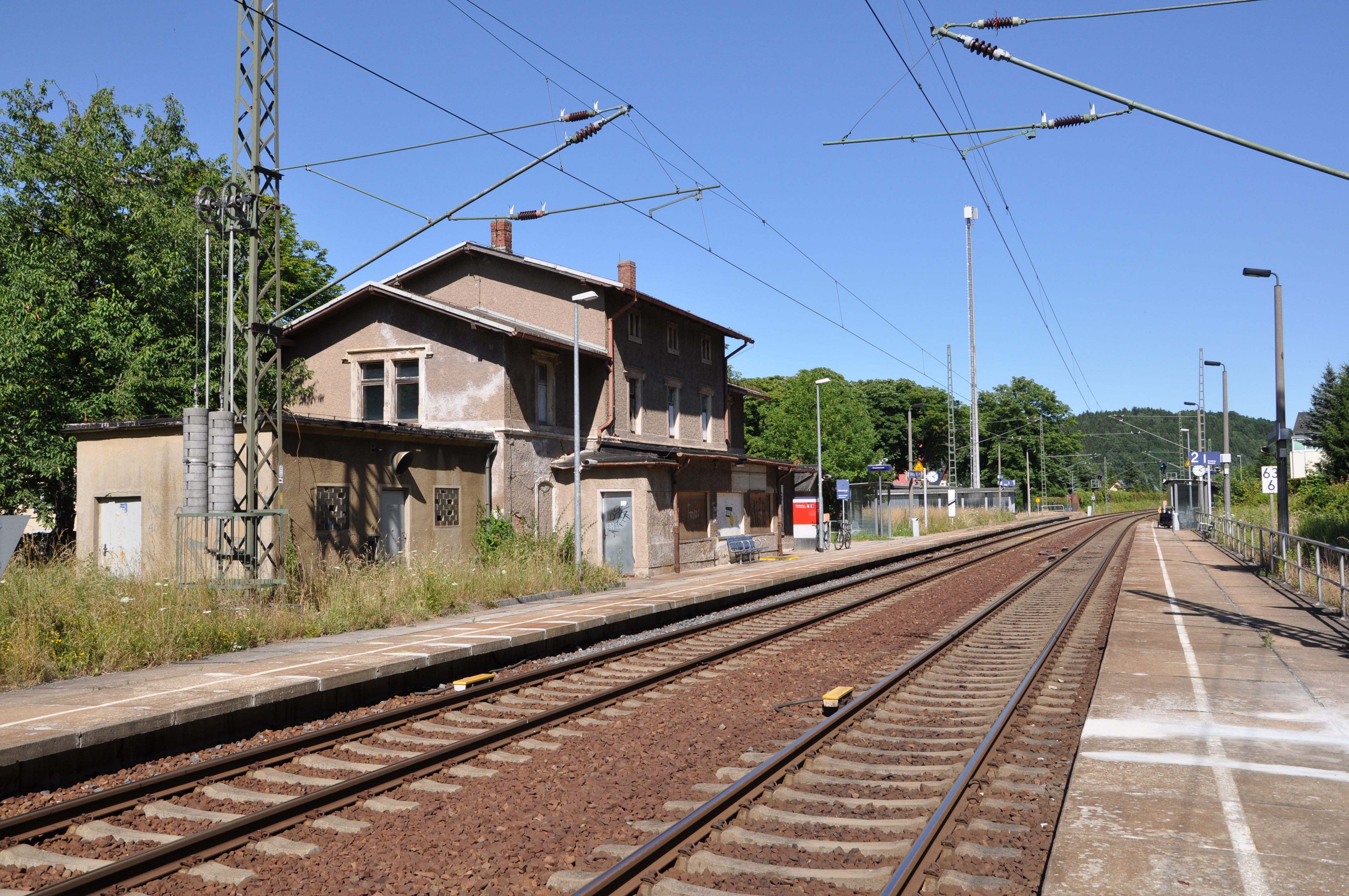
Haltepunkt an der Bahnstrecke Dresden-Werdau

### Verkehr
Durch Falkenau führt die Bundesstraße 173 Dresden–Chemnitz. Im Ort zweigt die durch das Flöha- und Lößnitztal führende Staatsstraße S 237 nach Eppendorf ab.
Der Ort hat die Haltepunkte Falkenau Süd an der Bahnstrecke Dresden–Werdau und Falkenau an der Flöhatalbahn. Im Ortsteil Hetzdorf zweigte bis 1968 die schmalspurige Lößnitztalbahn nach Großwaltersdorf ab.

### Ansässige Unternehmen
Im Juli/August 2009 wurde „Unser Laden Falkenau eG“ eröffnet. Zweck der Genossenschaft ist die Förderung des Erwerbs und der Wirtschaft der Mitglieder durch gemeinschaftlichen Geschäftsbetrieb.
Der Lebensmittelmarkt schloss im April 2023 aus wirtschaftlichen Gründen. Falkenauer unterstützten daraufhin eine Genossenschaftskette mit der Neueinrichtung eines Lebensmittelmarktes am gleichen Standort, dieser Markt wurde im Januar 2024 eröffnet.

### Bildung
Falkenau verfügte bis 2010 über eine Grundschule, die zu diesem Zeitpunkt aufgrund geringer Schülerzahlen und Sanierungsbedarf vorübergehend geschlossen wurde. Die Fördermittel für die freiwillige Eingliederung in die Stadt Flöha sollten für die Sanierung des denkmalgeschützten Schulgebäudes genutzt werden. Nach der Gemeindefusion konnten diese Pläne nicht realisiert werden und die Schule wurde 2013 endgültig geschlossen. Eine Nachnutzung des Schulgebäudes gelang indes nicht.

## Persönlichkeiten
- Adolf Gottlieb Fiedler (1771–1850), Unternehmer in Sachsen und Polen
- Karl Nendel (* 1933 in Falkenau; † 2019 in Frankfurt (Oder)), „General der Mikroelektronik“ in der DDR
- Lutz Lipkowsky (1945–2018), Holzdesigner
- Rolf Seidel (* 1953 in Falkenau), Landtagsabgeordneter (CDU)